# Opius papagena
Opius papagena är en stekelart som beskrevs av Fischer 1972. Opius papagena ingår i släktet Opius och familjen bracksteklar. Inga underarter finns listade i Catalogue of Life.